# Зерноїд мальований
Зерноїд мальований (Sporophila caerulescens) — вид горобцеподібних птахів родини саякових (Thraupidae). Мешкає в Південній Америці.

## Опис

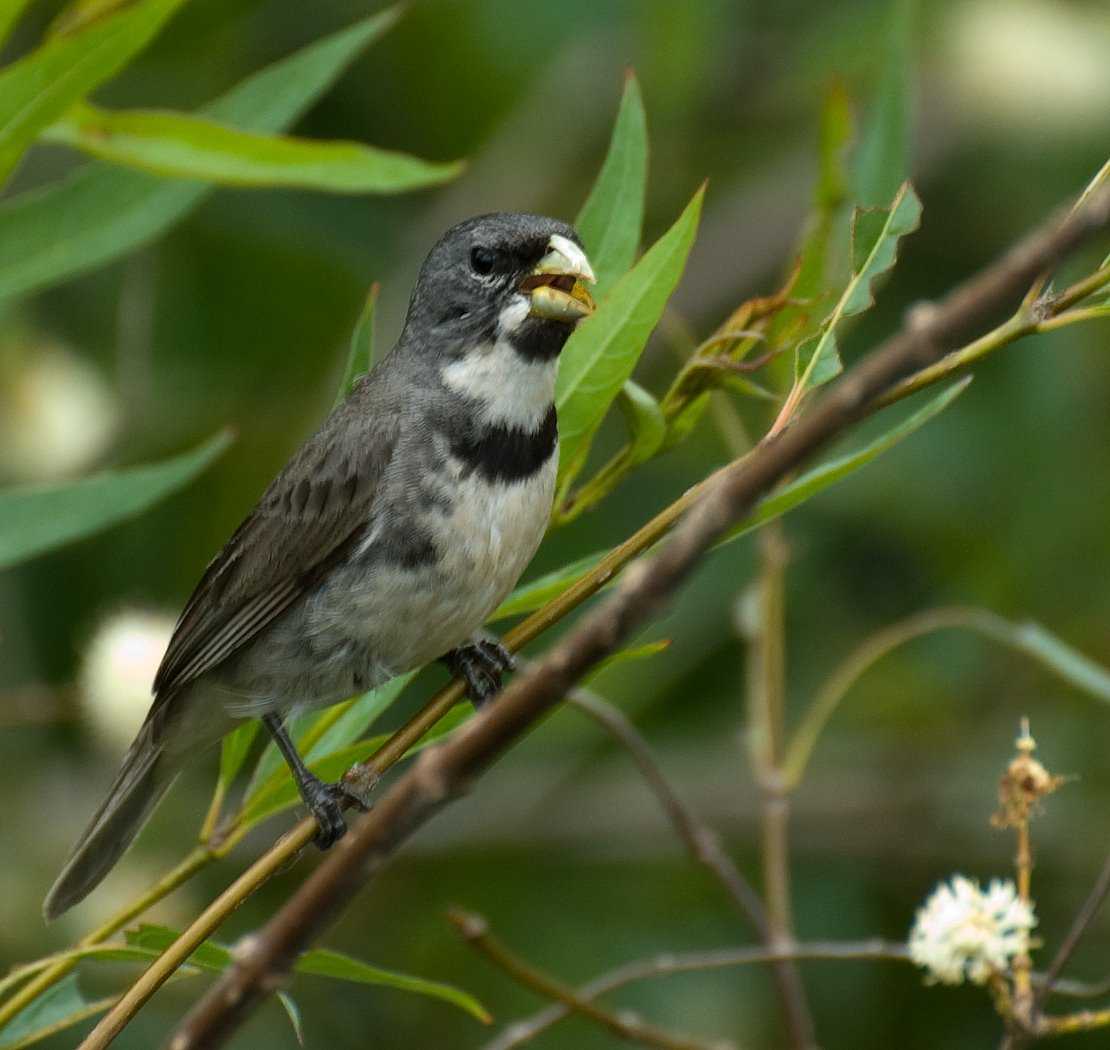
Самець мальованого зерноїда

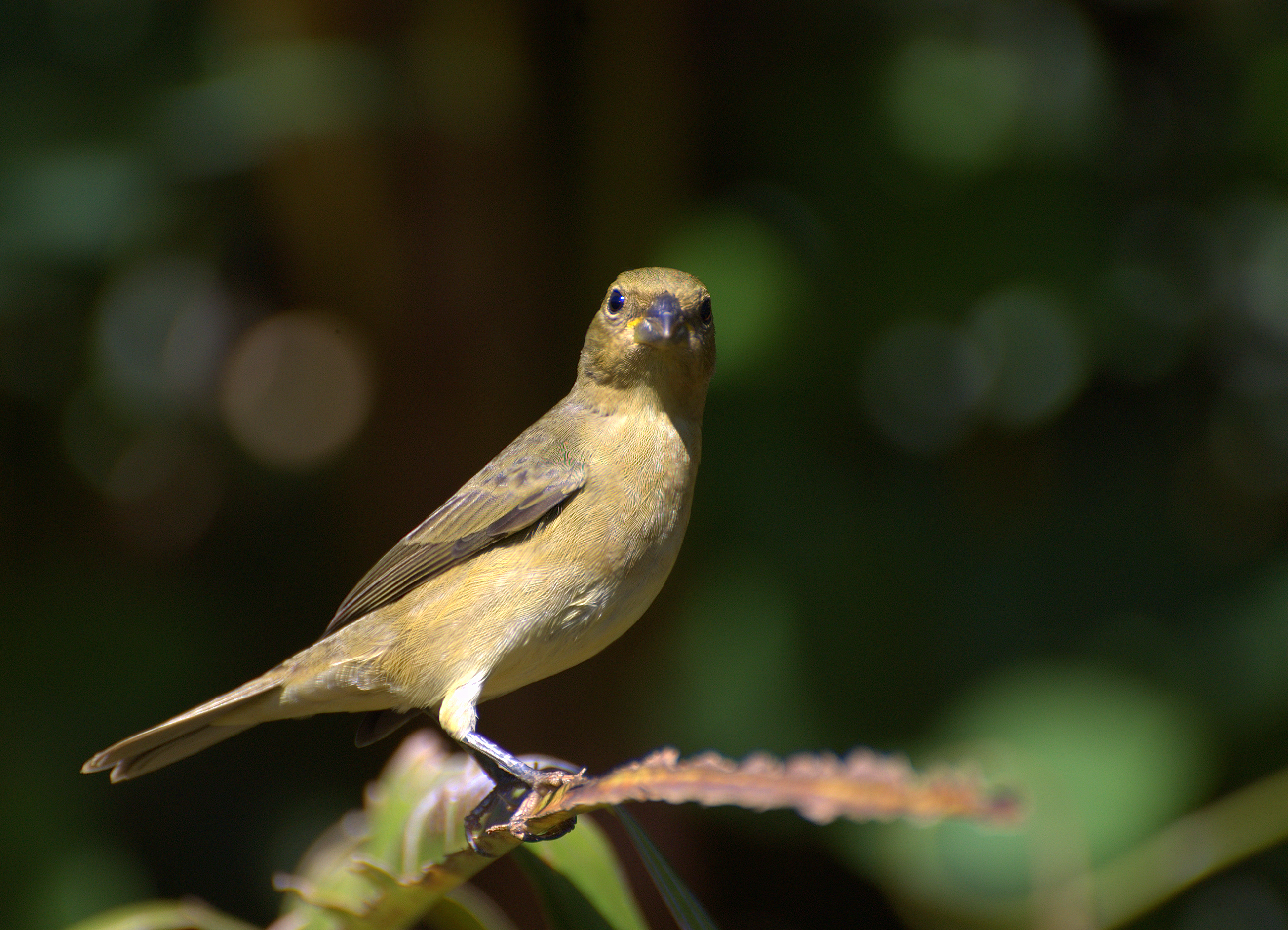
Самиця мальованого зерноїда

Довжина птаха становить 11 см, вага 7,4-12,5 г. Виду притаманний статевий диморфізм. У самців голова темно-сіра, тім'я чорнувате, верхня частина тіла сіра, спина іноді з коричнюватим відтінком (особливо у молодих самців), на крилах іноді бувають білі плями. Горло зверху чорне, окаймлене широкими білими "вусами", знизу біле, відкремлене від грудей широким темним "комірцем". Нижня частина тіла білувата. Лапи сірі, дзьоб у самців світло-сірий, у самиць зверху чорнуватий, знизу жовтувато-оливковий. Самиці мають коричнювате забарвлення, живіт у них білуватий, крила темно-коричневі зі світлими краями.

## Підвиди
Виділяють три підвиди:
- S. c. caerulescens (Vieillot, 1823) — від східної Болівії і південної Бразилії до центральної Аргентини (на південь до Неукена і Ріо-Негро);
- S. c. hellmayri Wolters, 1939 — східна Бразилія (Баїя);
- S. c. yungae Gyldenstolpe, 1941 — центральна Болівія.

## Поширення і екологія
Мальовані зерноїди гніздяться в Болівії, Бразилії, Аргентині, Парагваї і Уругваї. Взимку південні популяції мігрують на північ до Амазонії, досягаючи східного Перу та південно-східної Колумбії. Бродячі птахи спостерігалися на Фолклендських островах. Мальовані зерноїди живуть у вологих чагарникових заростях, на луках, пасовищах, в саванах і пампі, в садах і на полях. Зустрічаються на висоті до 2100 м над рівнем моря. Живляться переважно насінням. Приєднуються до змішаних згай птахів. Сезон розмноження на півдні Бразилії триває з грудня по травень, південні популяції, імовірно, розмножуються протягом всього року. Гніздо чашоподібне, робиться з корінців і павутиння, має діаметр 6,7 см і висоту 4,8 см, розміщується в чагарниках або на дереві, на висоті від 0,5 до 6 м над землею. В кладці 2-3 яйця, інкубаційний період триває 13 днів, насиджує лише самиця. За пташенятами логлядають і самиці, і самці. Вони покидають гніздо через 12-15 днів після вилуплення.